# 弗朗卡尔维尔
弗朗卡尔维尔（法語：Francarville）是法国上加龙省的一个市镇，属于图卢兹区（Toulouse）卡拉芒县（Caraman）。该市镇总面积7平方公里，2009年时的人口为170人。

## 人口
弗朗卡尔维尔人口变化图示